# الغواصة الألمانية يو-555
الغواصة الألمانية يو-555 يو بوت من فئة تايب سبعة من إنتاج ألمانيا النازية لبحريتها كريغسمرين خلال الحرب العالمية الثانية. بدأ ببناء الغواصة في 2 يناير 1940 بواسطة شركة بلوم وفوس في ساحة بهامبورغ في فناء رقم 531، أطلقت في 7 ديسمبر 1940، و كلفت في 30 يناير 1941 تحت قيادة هانس يواخيم هورر .

## روابط خارجية
- Helgason، Guðmundur. "The Type VIIC boat U-555". German U-boats of WWII - uboat.net. مؤرشف من الأصل في 2019-12-12. اطلع عليه بتاريخ 2014-12-28.